# Huygenika
Huygenika is een muurschildering in Amsterdam-West.
Huygenika is daarbij een samentrekking van de twee onderwerpen in het schilderij: de wetenschapper Constantijn Huygens en het schilderij Guernica van Pablo Picasso uit 1937. Het kunstwerk is vanaf januari 2018 te zien op een blinde muur van het voormalige Wilhelmina Gasthuis aan de Tweede Constantijn Huygensstraat.
Het kunstwerk is vervaardigd in opdracht van Stadsdeel West, dat een wedstrijd uitschreef voor kunst voor hun kunstroute tussen Amsterdam-Centrum en Amsterdam Nieuw-West. Het Street Art Museum Amsterdam kwam met kunstenaars Uriginal en Irene Lopez Leon uit Barcelona die de hele wand wisten te vullen. Zij haalden delen uit Picasso's schilderij en plantte daarin van links naar rechts portretten van Frederik Hendrik van Oranje,  Constantijn Huygens en Christiaan Huygens. Andere zaken die afgebeeld zijn, zijn de planeet Saturnus, maar meer aards is de zwaan, een vogel die veelvuldig rondzwemt in het nabij gelegen Jacob van Lennepkanaal.
Uriginal in Het Parool: "Ik haal het lijden van de slachtoffers van de bombardementen in 1937 op Guernica eruit, en toon de historie van Constantijn Huygens door middel van de portretten. Op deze manier smelt ik een maatschappelijk thema samen met de omgeving". De kunstenaar werkte er circa twee weken aan met hulp van leerlingen van het tegenover het kunstwerk gevestigde Huygens College.
Huygenika werd geplaatst over een reeds bestaande graffiti-kunstwand, die op haar beurt slachtoffer werd van door anoniem geplaatste tags.

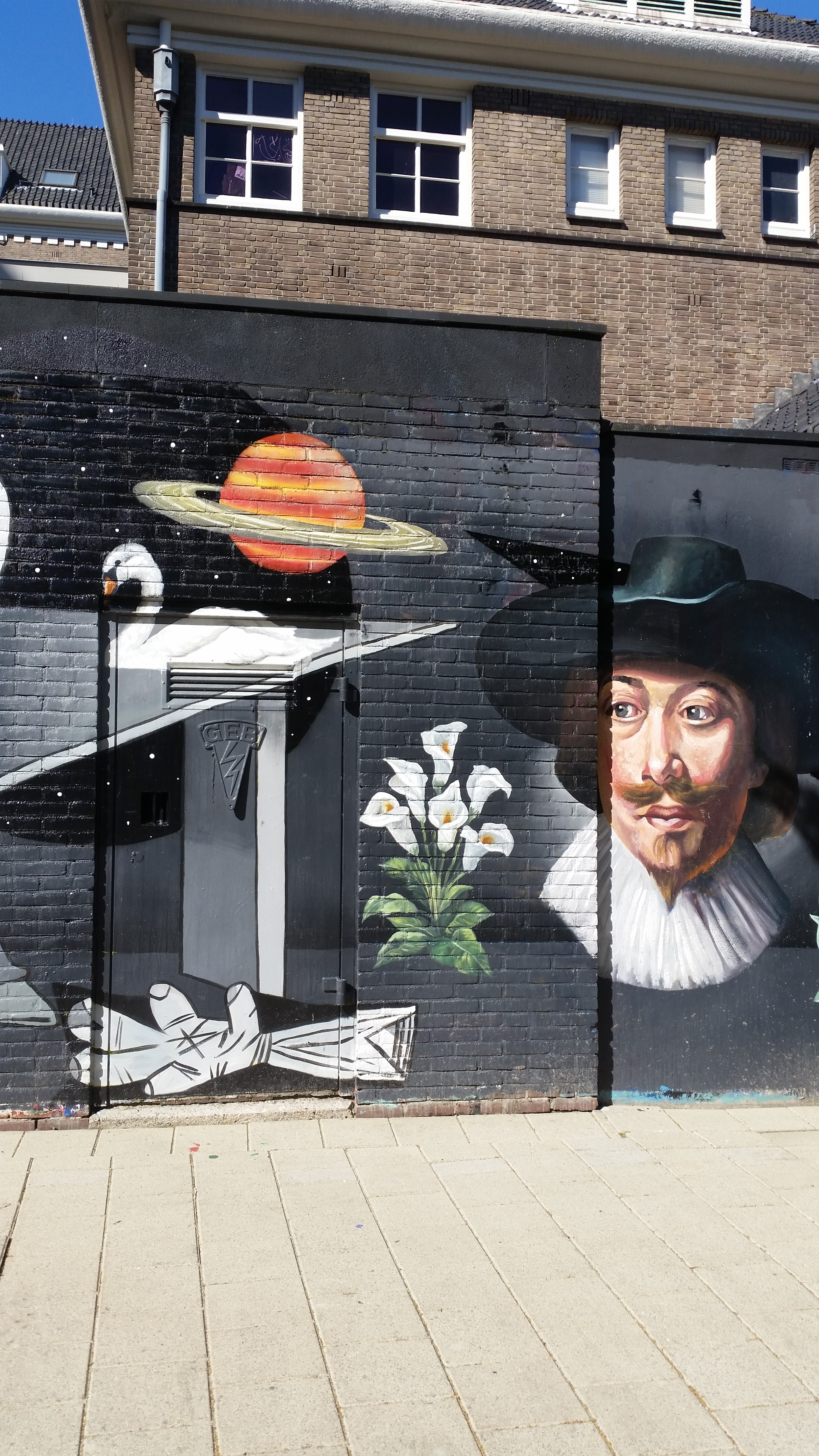
Constantijn Huygens met Saturnus in Huygenika, geschilderd over een elektriciteitshuisje